# Oreneta de ribera comuna
L'oreneta de ribera comuna,  oreneta de ribera, culblanc de ribera, orenola de ribera, oronell de ribera, oronella de ribera, oroneta de ribera o parpalló (Riparia riparia) és una espècie d'ocell migratori de la família dels hirundínids (Hirundinidae). A l'estiu, el seu rang de distribució abasta pràcticament tot Europa i els països mediterranis i des del Paleàrtic fins a l'oceà Pacífic. És una espècie holàrtica que també es troba a Amèrica del Nord. Passa l'hivern a l'est i el sud d'Àfrica, Amèrica del Sud i el subcontinent indi. El seu estat de conservació es considera de risc mínim.
És petit, de vol ràpid i àgil i aleteig ràpid, d'uns 12 cm de longitud i 18 cm d'envergadura. Posseeix una part superior marró i una ventral més clara. És el primer a arribar a Europa en primavera, fins i tot abans que les orenetes comunes. Es concentra aviat en colònies, i nia en buits en talussos de terra o arenisca poc consolidada, donant lloc a dues niuades de quatre a cinc ous, d'abril a juny. Cria en penya-segats de terra, bancs de rius i àrees obertes de tot Europa menys a Islàndia.
S'alimenta en vol, capturant insectes a baixa i mitjana altura. El seu cant és un grinyol bronc, baix i aspre.

## Galeria d'imatges

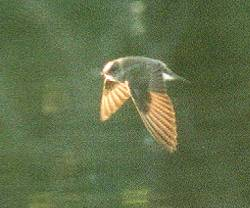
Oreneta de ribera
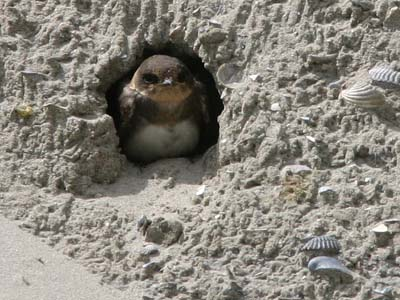
Oreneta de ribera
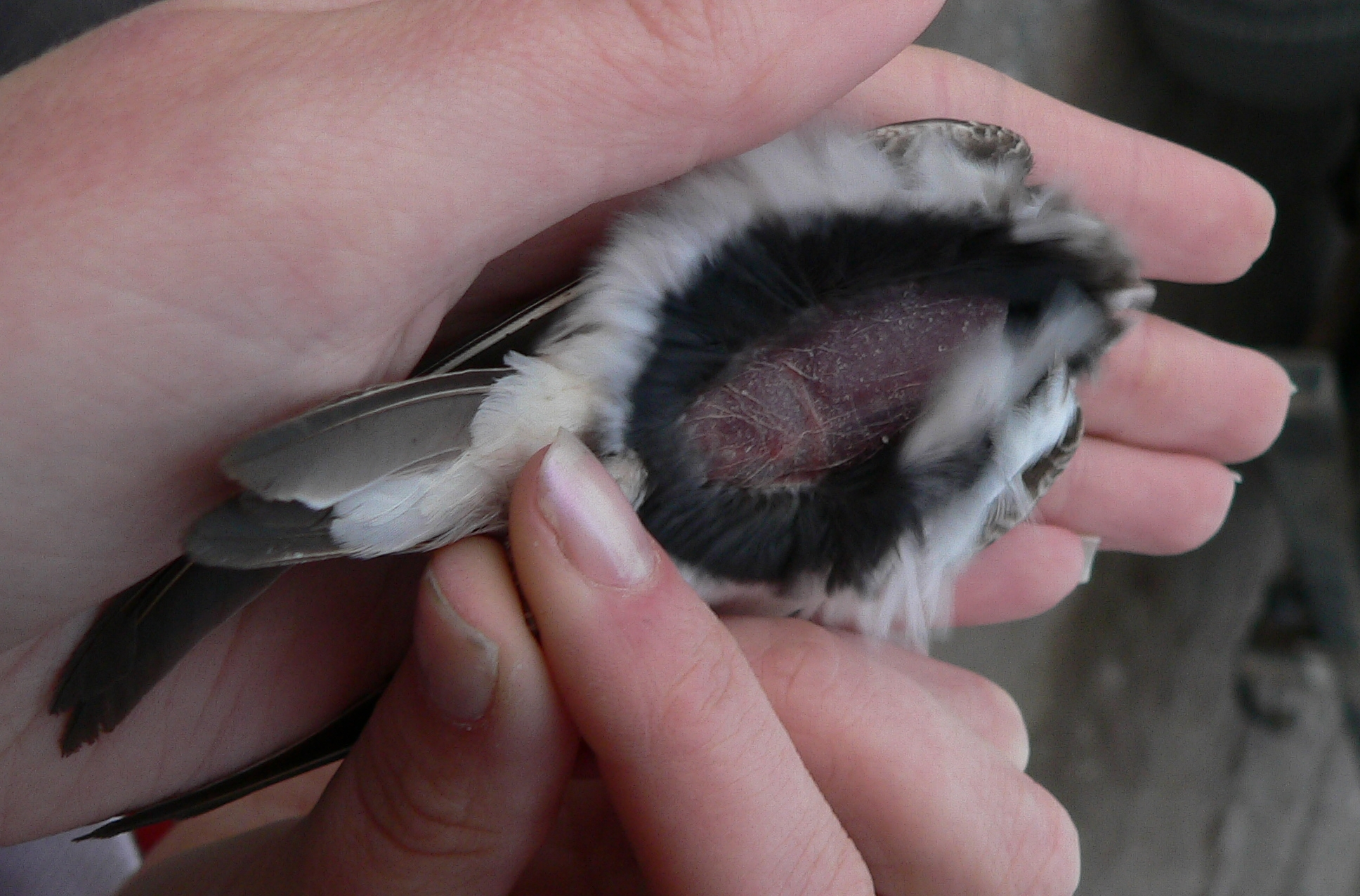
Oreneta de ribera
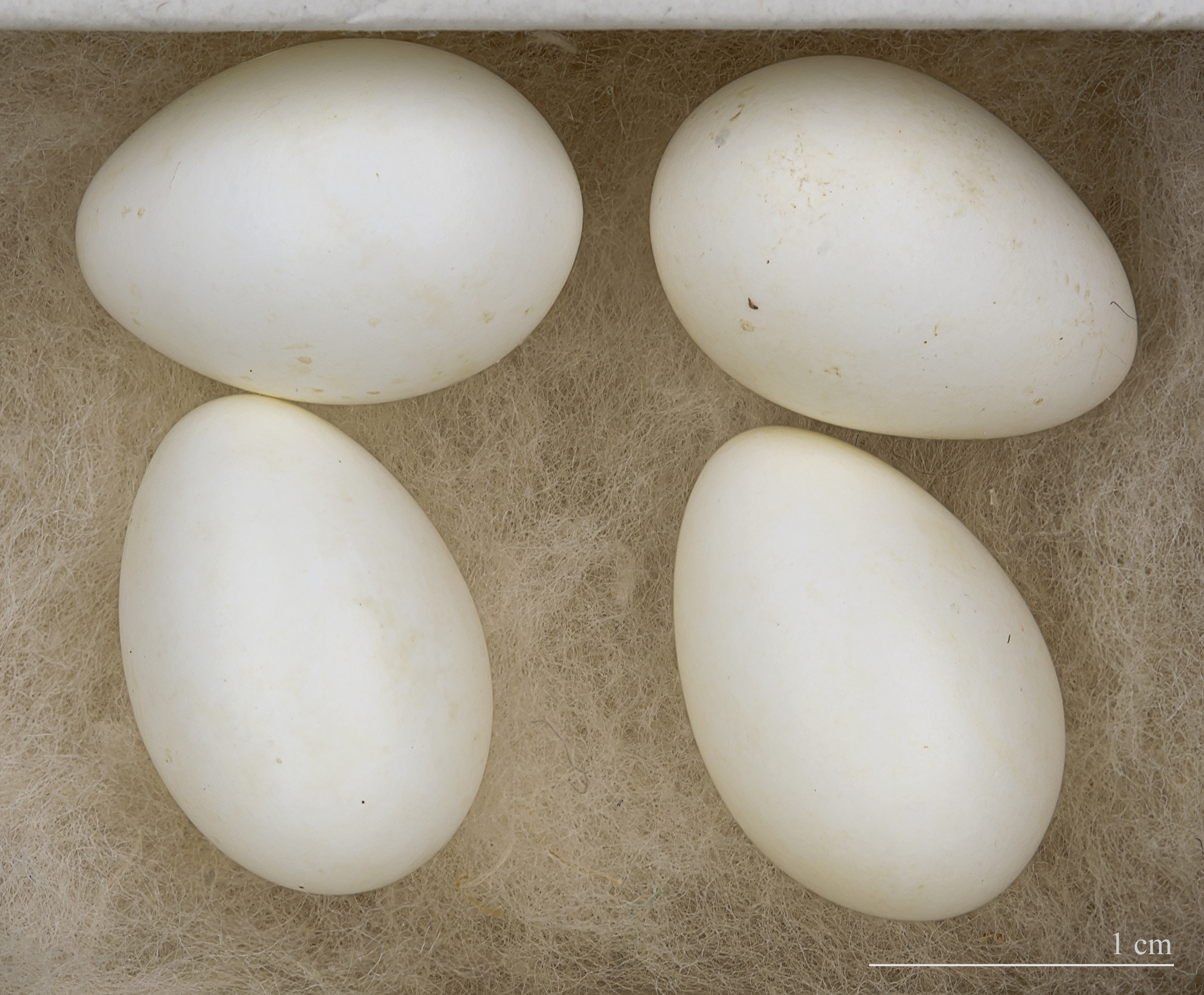
Ous